# The Risen Soul of Jim Grant
The Risen Soul of Jim Grant è un cortometraggio muto del 1913 diretto da Charles J. Brabin.

## Produzione
Il film fu prodotto dalla Edison Company.

## Distribuzione
Distribuito dalla General Film Company, il film - un cortometraggio in una bobina - uscì nelle sale cinematografiche statunitensi il 22 marzo 1913.